# Larry Whitty, Baron Whitty

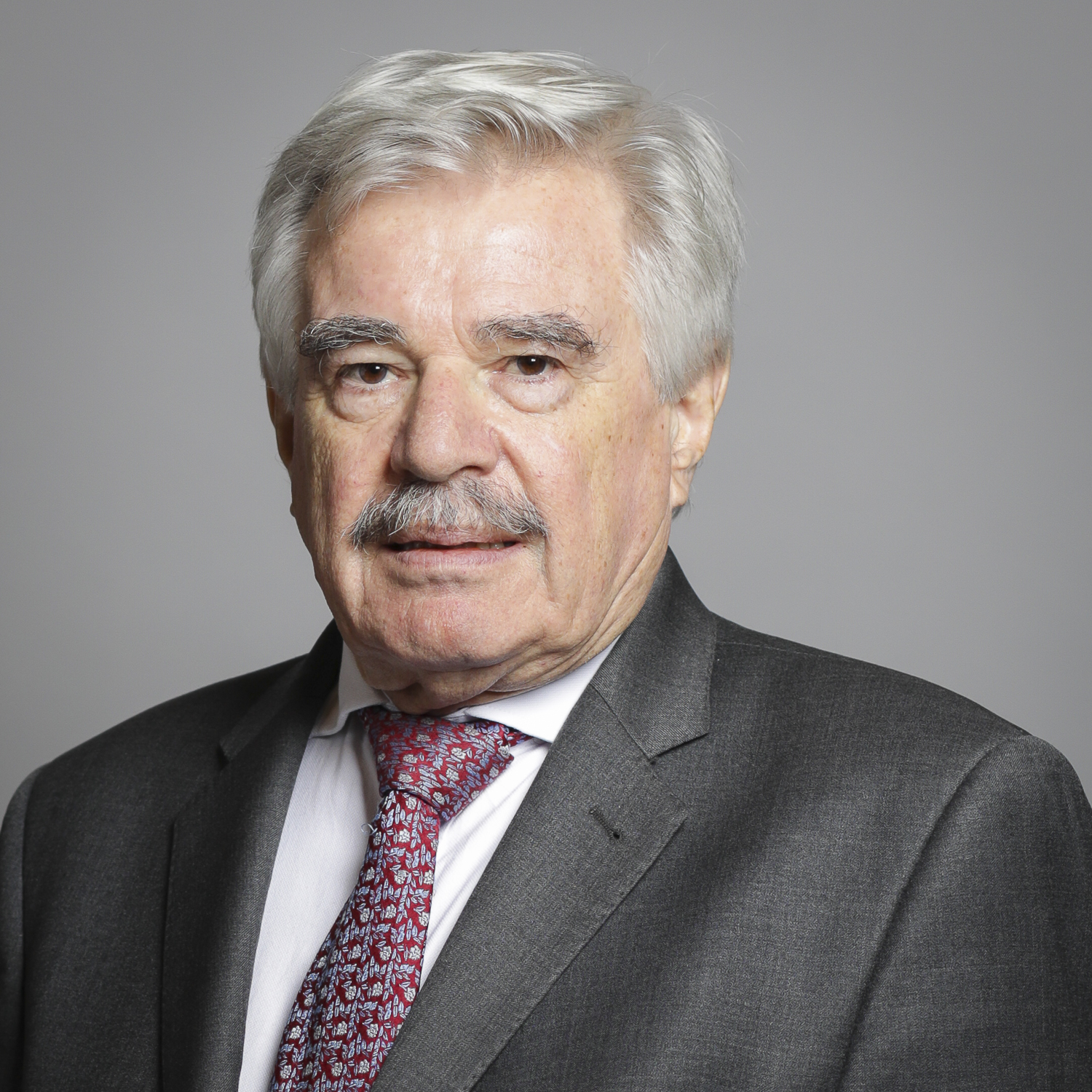
Larry Whitty, Baron Whitty, 2019

John Lawrence „Larry“ Whitty, Baron Whitty PC (* 15. Juni 1943) ist ein britischer Gewerkschaftsfunktionär und Politiker der Labour Party, der zwischen 1985 und 1994 Generalsekretär der Labour Party war und seit 1996 als Life Peer Mitglied des House of Lords ist.

## Leben

### Studium, Gewerkschaftsfunktionär und Generalsekretär der Labour Party
Nach dem Besuch der Latymer Upper School absolvierte Whitty ein Studium der Wirtschaftswissenschaften am St John’s College der University of Cambridge und schloss dieses Studium mit einem Bachelor of Arts (B.A. Economics) ab. Während des Studiums arbeitete er von 1960 bis 1962 für den Flugzeughersteller Hawker Siddeley und begann seine berufliche Laufbahn nach Abschluss des Studiums 1965 im Ministerium für Luftfahrttechnologie.
Anschließend war er von 1970 bis 1973 Mitarbeiter beim Trades Union Congress (TUC), dem Dachverband der britischen Gewerkschaften, ehe er danach bis 1985 Mitarbeiter der General, Municipal, Boilermakers and Allied Trade Union (GMB) war, die mit 600.000 Mitgliedern zu den größten Gewerkschaften Großbritanniens zählt.
1985 wurde Whitty Nachfolger von Jim Mortimer als Generalsekretär der Labour Party. Diese Funktion bekleidete er neun Jahre lang bis zu seiner Ablösung durch Tom Sawyer 1994. Er selbst war danach zwischen 1994 und 1997 Koordinator für die Europapolitik der Labour Party.

### Oberhausmitglied
Am 21. Oktober 1996 wurde er als Life Peer mit dem Titel Baron Whitty, of Camberwell in the London Borough of Southwark, in den Adelsstand erhoben. Am 19. November 1996 folgte seine Einführung (Introduction) als Mitglied des House of Lords.
Während seiner Mitgliedschaft im Oberhaus war Baron Whitty zwischen 1997 und 1998 zunächst Parlamentarischer Geschäftsführer der Regierungsfraktion im Oberhaus (Government Whip) sowie Sprecher der Labour-Fraktion für Europaangelegenheiten, Internationale Entwicklung, Auswärtiges, Angelegenheiten des Commonwealth of Nations, Bildung und Beschäftigung.
1998 wurde er von Premierminister Tony Blair zum Parlamentarischen Unterstaatssekretär im Ministerium für Umwelt, Verkehr und die Regionen und war dort bis 2001 „Juniorminister“ für Straßen und Straßensicherheit. Im Anschluss war Lord Whitty zwischen 2001 und 2005 Parlamentarischer Unterstaatssekretär im Ministerium für Umwelt, Ernährung und ländliche Angelegenheiten.
Nach seinem Ausscheiden aus diesem Regierungsamt war er zwischen 2006 und 2008 Vorsitzende des Nationalen Verbraucherrates (National Consumer Council) sowie 2006 für einige Zeit Mitglied der Nationalen Wasserregulierungsbehörde (National Water Regulation Authority). Lord Whitty, der seit 2006 Mitglied des Direktoriums und Vorsitzender des Pensionskomitees der Umweltagentur (Environment Agency) ist, war ferner zwischen 2008 und 2010 Vorsitzender der Verbraucherorganisation Consumer Focus.
Zurzeit engagiert sich Lord Whitty, der den Verbraucherrat Nordirlands in Energieangelegenheiten berät, als Vizepräsident der Vereinigung für Kommunalverwaltung (Local Government Association) und des Instituts für Handelsstandards (Trading Standards Institute). Ferner ist er Vorstandsmitglied der Denkfabrik Smith Institute, Vizepräsident des Umweltschutzorganisation Environmental Protection UK sowie als Vorsitzende der Wohltätigkeitsorganisation Lehman-Chesshire Trust.